# Região Geográfica Imediata de Santiago

A Região Geográfica Imediata de Santiago é uma das 43 regiões imediatas do estado brasileiro do Rio Grande do Sul, uma das 4 regiões imediatas que compõem a Região Geográfica Intermediária de Santa Maria e uma das 509 regiões imediatas no Brasil, criadas pelo IBGE em 2017. É composta de 5 municípios.

## Municípios
| Município             | População (2021) | PIB (em mi, 2019) | PIB per capta (2019) |
| --------------------- | ---------------- | ----------------- | -------------------- |
| Capão do Cipó         | 3 745            | R$ 320 740        | R$ 87 850            |
| Itacurubi             | 3 456            | R$ 100 576        | R$ 29 026            |
| Nova Esperança do Sul | 5 465            | R$ 130 233        | R$ 24 334            |
| Santiago              | 49 298           | R$ 1 588 387      | R$ 32 137            |
| Unistalda             | 2 306            | R$ 72 200         | R$ 30 881            |
| Total                 | 64 270           | R$ 3 620 670      | R$ 35 327            |